# Aerodramus inquietus
La salangana de las Carolinas o rabitojo carolina (Aerodramus inquietus) es una especie de ave apodiforme de la familia Apodidae endémica de los Estados Federados de Micronesia, en las islas Carolinas. Algunos taxónomos la consideran una subespecie de salangana de Vanikoro.

## Subespecies
Se reconocen las siguientes:
- A. i. rukensis (Kuroda, Nagamichi, 1915) - Yap y Chuuk
- A. i. ponapensis (Mayr, 1935) - Pohnpei
- A. i. inquietus (Kittlitz, 1858) - Kosrae